# Efecto Cotton

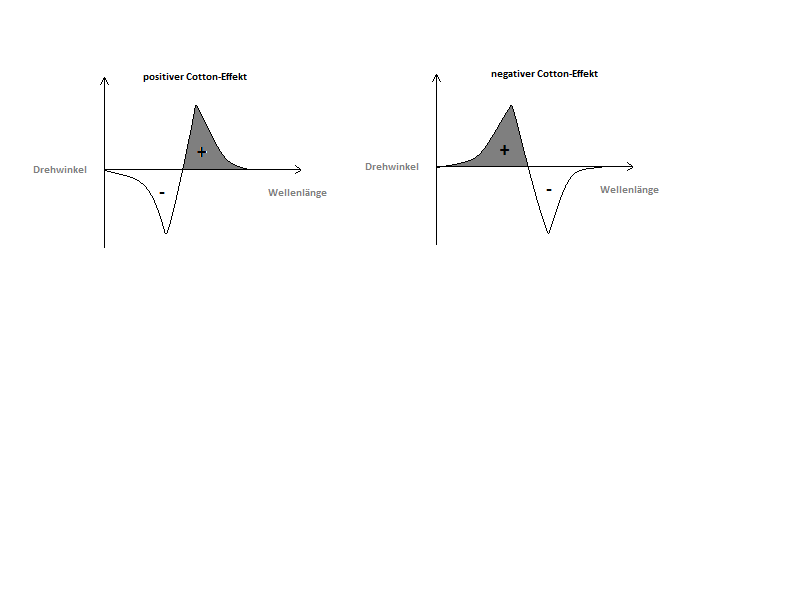
Efecto Cotton positivo y negativo

El efecto Cotton es el cambio característico en la dispersión rotatoria óptica y/o el dicroismo circular en la vecindad de una banda de absorción de una sustancia. En una región de longitud de onda donde se absorbe la luz, la magnitud absoluta de la rotación óptica al principio varía rápidamente con la longitud de onda, cruza cero en los máximos de absorción y luego nuevamente varía rápidamente con la longitud de onda pero en la dirección opuesta. Este fenómeno fue descubierto en 1895 por el físico francés Aimé Cotton (1869-1951).
El efecto Cotton se denomina positivo si la rotación óptica aumenta primero a medida que la longitud de onda disminuye (como observó Cotton por primera vez), y negativo si la rotación disminuye primero. Una estructura de proteína como una lámina beta muestra un efecto Cotton negativo. 